# Nagavaram
Nagavaram fou un estat tributari protegit del tipus zamindari a la taluka de Yernagudem, districte de Godavari a la presidència de Madras (avui a Andhra Pradesh). La capital era Nagavaram a 17° 13′ 40″ N, 81° 22′ 20″ E / 17.22778°N,81.37222°E que tenia un fort avui en ruïnes. La població el 1881 era de 5.839 habitants. Era format per 40 pobles de muntanya habitats principalment per kols.